# سفيان بن مجيب الأزدي
سفيان بن مجيب الثمالي الأزدي، صحابي جليل وأحد قادة الفتح الإسلامي في عهد أمير المؤمنين عمر بن الخطاب وعثمان بن عفان.

## سيرته
من صحابة النبي محمد، أزدي من أهل الشام. رَوَى للنبي محمد حديث نبوي واحد. وقد تزوج حفصة بنت أمية بن حرب، وهي ابنة عم الخليفة معاوية بن أبي سفيان.
وهو قائد الفتح الثاني لطرابلس ومؤسِّس قلعتها، أول حصن بُني في الفتوحات الإسلامية. ووَلِي قضاء بعلبك. وقد ألقى القبض على بعض قتَلة أمير المؤمنين عثمان بن عفان مثل عبد الرحمن بن عُدَيس، وأودعه سجن بعلبك. واستمر على قضاء بعلبك إلى أن توفي في حدود سنة 50 هـ.
فتح يزيد بن أبي سفيان وأخوه معاوية بن أبي سفيان مُدُنَ لبنان الساحلية نحو سنة 15 هـ؛ من صيدا جنوباً إلى بيروت وجبيل والقلمون وعرقة شمالاً، إلا طرابلس؛ فإنه لم يكن يُطمع فيها يومَها لشدة تحصيناتها. وقد فتح «مَرْج السلسلة» الصحابي الشاب عبد الله بن جعفر بن أبي طالب أما طرابلس فلها أكثر من فاتح؛ فتحها للمرة الأولى القائد يوقناسنة 18 هـ، ثم أعاد الروم احتلال بعض هذه السواحل في آخر خلافة عمر ابن الخطاب أو أول خلافة عثمان بن عفان. فلما ولّى عثمانُ معاويةَ على الشام، وَجَّهَ معاويةُ سفيانَ بن مُجِيب الأزدي إلى طرابلس لاستعادتها، وكانت ثلاث مدن مجتمعة. فبنى في مَرْج على أميال منها حصنًا سُمِّي «حصن سفيان»، وكان يَبيت كل ليلة في حِصنه ويحصِّن المسلمين فيه ثم يغدو على العدو. وقد حاصرها وقطع الإمداد عن أهلها من البحر والبَر.
ويضيف ابن عساكر في تاريخ دمشق تفاصيل تؤكد القصة، نقلها بسنده عن أبي مطيع معاوية بن يحيى الطرابلسي (المتوفَّى بعد 170هـ) عن شيخٍ من أهل طرابلس أن سفيان بن مجيب عَسْكَرَ بجيشه العظيم في مَرْج السلسلة (البداوي) الذي يَبْعد خمسة أميال عن طرابلس في أصل جبل طُربل، فكان يسير إلى طرابلس ليحاصرها ثم يعود إلى معسكره في البداوي، واستمر على ذلك أشهراً إلى أن كتب إليه معاوية يأمره أن يبني له ولأصحابه حصناً يأوي إليه ليلاً ويحاصرهم نهاراً. فاستجاب سفيان فبنى حصناً على بُعد ميلَيْن من طرابلس يُقال له «حصن سفيان»، ثم صار يُسمى في القرن الثاني حصن «كَفْر قدح».
وبناءً على هذا النص التاريخي لأبي المطيع الطرابلسي يؤكد المؤرخ د. عمر تدمري أنّ حصن سفيان هو في مكان قلعة طرابلس المعروفة الآن، فالقلعة تبعد عن طرابلس القديمة (الميناء) ميلَيْن أي 3200 متر
فلما اشتد عليهم الحصار اجتمعوا في أحد حصون المدينة وكتبوا إلى ملك الروم «قنسطانز الثاني» يسألونه أن يُمِدّهم أو يبعث إليهم بمراكب يهربون فيها إليه.
فوجّه إليهم مراكبَ كثيرة فركبوها ليلاً وهربوا. فلما أصبح سفيان وجد الحصن الذي كانوا فيه خاليًا فدخله، وكتب بخبر الفتح إلى معاوية. ثم إن عبد الملك بناه بعدُ وحصّنه؛ وهو الذي فيه الميناء اليوم.
وكان المسلمون كلما فتحوا مدينة ظاهرة أو ساحلية أنزلوا فيها من المرابطين المسلمين قدرَ مَن يُحتاج إليه، فإن تعرّض شيء منها لخطر مِن العدو وجّهوا إليها الإمداد. وكان معاوية يوجه في كل عام إلى طرابلس جماعة كثيفة من الجند ويولّيها أميراً (عاملاً)، فإذا هاج البحر في الشتاء رجع أكثرهم وبقي الأمير مع جماعة يسيرة منهم.